# 南浦和越谷線
南浦和越谷線（みなみうらわこしがやせん）は、埼玉県さいたま市南区南浦和から同県越谷市に至る予定の都市計画道路である。

## 概要
- 起点：埼玉県さいたま市南区南浦和
- 終点：埼玉県越谷市
- 延長：約12km（川口市内：2,630m[3]、草加市内：290m[4]）
- 通過する自治体：埼玉県川口市、越谷市
- 幅員：川口市内・草加市内22m[3][2]
- 事業費：草加市約30億円[2]

## 路線状況
川口市の芝坂下交差点以西は片側一車線、同交差点以東は片側二車線である。草加市内は3.5mの歩道を設置する計画となっているほか、計画区間内に住宅が24戸存在する。

## 交差する主な道路
| 交差する道路                                      | 交差する道路                                      | 交差点名   | 所在地 |
| ------------------------------------------------- | ------------------------------------------------- | ---------- | ------ |
| 埼玉県道35号川口上尾線（産業道路）                | 埼玉県道35号川口上尾線（産業道路）                | 芝坂下     | 川口市 |
| 埼玉県道34号さいたま草加線                        | 埼玉県道34号さいたま草加線                        | 坂下橋     | 川口市 |
| 埼玉県道1号さいたま川口線（第二産業道路）         | 埼玉県道1号さいたま川口線（第二産業道路）         | 柳崎三丁目 | 川口市 |
| 埼玉県道235号大間木蕨線                           | 埼玉県道235号大間木蕨線                           | 柳崎交番   | 川口市 |
| 埼玉県道103号吉場安行東京線（安行街道）           |                                                   |            | 川口市 |
| 国道122号（岩槻街道）                             | 国道122号（岩槻街道）                             | ※側道      | 川口市 |
| 埼玉県道105号さいたま鳩ヶ谷線（日光御成街道）     |                                                   |            | 川口市 |
| 埼玉県道381号東大門安行西立野線（東川口駅前通り） | 埼玉県道381号東大門安行西立野線（東川口駅前通り） | 戸塚農協   | 川口市 |

## 交差する高速道路・鉄道・河川
※太字は予定。
- 藤右衛門川（藤右衛門橋）
- 東北自動車道（国道122号の上下線の間を通っている）
- 芝川（通船堀大橋）
- 埼玉高速鉄道埼玉高速鉄道線（戸塚安行駅・東川口駅間）
- 綾瀬川
- 東武伊勢崎線（東武スカイツリーライン）

## 沿線の主な施設
- 県立川口北高等学校